# Louis II de Melun
Pour les articles homonymes, voir Louis II et Melun (homonymie).
Louis II de Melun (octobre 1694 - mort des suites de ses blessures le 31 juillet 1724), prince d'Épinoy, comte de Saint-Pol  était un gentilhomme français du XVIIIe siècle.

## Biographie

### Vicissitudes de laguerre de Succession d'Espagne
Louis de Melun ne jouit pas sans trouble de la seigneurie de Roubaix, à laquelle il succéda à son père à l'âge de 10 ans ; ses droits eurent à subir les vicissitudes diverses de la guerre de Succession d'Espagne. Seulement à cette époque les rôles étaient intervertis : l'Espagne, qui avait proscrit Pierre de Melun (1550 † 1594) et ses descendants, était l'alliée de la France leur protectrice, et les Provinces-Unies pour qui ils avaient encouru une si longue disgrâce, se prononçaient contre eux.
En 1708, après la prise de Lille, les États généraux dépossédèrent provisoirement, en faveur du prince de Ligne, Louis de Melun, des biens dont sa maison jouissait depuis quarante ans. Les armes de Melun furent grattées à Roubaix, à Lille et à Antoing, et remplacées par celles de Claude-Lamoral, deuxième du nom, petit-fils de Claude-Lamoral Ier de Ligne et de Claire-Marie de Nassau-Siegen (1583 † 1638).
Le traités d'Utrecht (1713), par les articles 11 et 15, remirent les choses dans l'état où elles étaient avant la guerre. Mais tout n'était pas encore terminé : il était écrit (dit M. le vicomte de Melun, à qui est emprunté l'historique de ces longs démêlés), que les propriétés en litige suivraient jusqu'à la fin le sort des provinces dont elles faisaient partie, et changeraient de propriétaires comme de drapeaux. La terre d'Antoing appartenait au Tournaisis, qui était rendu à l'Empereur, tandis que les autres biens étaient de la châtellenie de Lille, devenue définitivement française.
Pour mettre fin à des contestations encore renouvelées et qui duraient depuis cent quarante ans, Louis II de Melun et Claude-Lamoral II de Ligne, d'après les ordres du roi et de l'Empereur, nommèrent pour arbitres le cardinal de Rohan et le Léopold-Philippe, duc et prince d'Arenberg, qui décidèrent que la seigneurie d'Antoing reviendrait à la maison de Ligne, et que les autres terres et la seigneurie de Roubaix resteraient la propriété du prince d'Épinoy.
Louis de Melun, rentra en possession des biens et titres de ses ancêtres (prince d'Épinoy, marquis de Roubaix, comte de Saint-Pol, vicomte de Gand, marquis de « Rombeck », seigneur de Cysoing, Werchin, etc.).
Il obtint au mois d'octobre 1714, des lettres pour l'érection de la vicomté de Joyeuse (Ardèche) en duché-pairie, et en prêta serment au parlement le 18 décembre suivant.
D'autre part, le « duc de Melun », comme l'appelaient de manière erronée ses contemporains, était aussi châtelain de Bapaume, lieutenant-général de la province de Picardie, et mestre de camp du régiment de Royal-Cavalerie.

### Mortellement blessé par un cerf
Au XVIIIe siècle, la chasse royale s'entourait d'un fastueux personnel : grand veneur, veneurs, valetaille de chiens, etc. On forçait aussi bien les cerfs, les daims, les chevreuils et les sangliers que les renards et les lièvres. Cette chasse s'appelait « chasse à bruit » (« venatio clamosa »).
C'est au cours d'une de ces chasses, à Chantilly, le 27 juillet 1724, que fut blessé Louis II de Melun, comte de Saint-Pol. Il était 7 heures du soir. Ce ne fut pas « l'heure du berger » pour Louis II. Alors que le cerf était aux abois et qu'allait sonner l'hallali, celui-ci, dans un dernier sursaut, chargea le comte de Saint-Pol qui chevauchait dans l'une des allées de la forêt de Chantilly, à une demi-lieue du château. Le coup fut si rude que cavalier et monture en furent renversés. Louis II fut secouru par le duc de Bourbon (Louis IV Henri, prince de Condé, chef de la régence pendant la minorité de Louis XV) et par le comte de Clermont. Le sieur Flandio de Montblanc, chirurgien du roi, lui donna des soins et on le fit porter à Chantilly, où il mourut le 31 juillet, à 5 heures du matin, après avoir reçu tous les sacrements et avoir fait son testament. Les circonstances de sa mort sont rapportées dans la lettre suivante de Voltaire à Mme la présidente de Bernières
La blessure du « duc de Melun » avait été faite par un andouiller d'environ dix pouces de longueur, « qui avoit percé la capacité du corps par les cottes jusqu'au foye ». Le cerf fut pris et le roi se fit apporter le bois, « par lequel on vit que c'étoit un cerf dix cors, c'est-à-dire à sa quatrième tête et par conséquent de plus de 7 ans. »
Le jeune seigneur fut généralement regretté. Le roi lui témoigna, à cette occasion, des marques d'une grande sensibilité. Sa Majesté ordonna qu'on ne battît point aux champs en arrivant au château et en montant la garde le lendemain. Elle mit pied à terre au-delà de la cour et pendant que le roi a vécu, personne n'y est entré à cheval, moins encore en carrosse.
Le prince d'Épinoy mourut sans laisser d'héritier direct (sa tante, Marie-Marguerite-Françoise, née le 9 mai 1671, lui survécut jusqu'au 4 avril 1769, et fut le dernier rejeton de cette branche).
Le titre de comte de Saint-Pol passa à son neveu Charles de Rohan-Soubise, fils de sa sœur cadette.
Il avait légué par son testament une partie de ses biens à Jean Alexandre Théodose, comte de Melun, son cousin, à qui le roi accorda son régiment de cavalerie ; mais toutes les terres de Flandre, Épinoy, Cysoing, Roubaix, passaient aux enfants de sa sœur Anne-Julie-Adélaïde de Melun. La vicomté de Joyeuse (Ardèche) passa par héritage aux deux enfants de Madame de Rohan, princesse de Soubise, sa sœur : 
- Marie Louise de Rohan (« Madame de Marsan »), comtesse de Marsan, veuve de Gaston-Jean-Baptiste-Charles de Lorraine, gouvernante des enfants de France.
- Charles de Rohan, prince de Soubise, qui, en 1767, céda tous ses droits sur les biens de l'ancien duché à sa sœur, qui en devint ainsi l'unique propriétaire et les revendit en détail à diverses personnes au cours des années 1786 et 1787.

Son tombeau fut érigé dans l'ancienne église du couvent des Dominicains de Lille par le sculpteur parisien François Dumont (1688-1726), qui se tua alors qu'il procédait à son montage.

## Titres
- Comte de Saint-Pol, de Saint-Aulaire et de Nechin,
- Marquis de Bombeck,
- Pair de Breveck,
- Châtelain de Bapaume,
- Seigneur de Werchin, de Thité, Château-Bleerequies, Herzelles (près de Bruxelles), Mets en Couture, Beaumetz, Bertincourt, Morchies, de la châtellenie de Bailleul-en-Vimeu (Picardie), de Franleu.

### Fonctions héréditaires
- Premier pair et connétable héréditaire de Flandre ;.
- Sénéchal de Hainaut ;
- prévôt héréditaire de Douai.

## Vie familiale
Il était le fils de Louis Ier de Melun, prince d'Épinoy et baron d'Antoing, et de Élisabeth-Thérèse de Lorraine (1664 - 1748), fille de François Marie de Lorraine-Elbeuf, prince de Lillebonne, et d'Anne-Elisabeth de Lorraine, fille naturelle du duc Charles IV de Lorraine.
Louis II épousa le 23 février 1716 Armande de La Tour d'Auvergne (28 août 1697 † morte en couches le 13 avril 1717), fille de Emmanuel-Théodose de la Tour d'Auvergne (1668 -16 mai 1730), duc de Bouillon, d'Albret et pair de France, duc de Château-Thierry et pair de France, comte d'Évreux, d'Auvergne et d'Armagnac, vicomte de Turenne, baron de La Tour-Montgascon, Grand chambellan de France, sans postérité.
Amant de Marie Anne de Bourbon (1697-1741) (dite « Mlle de Clermont »), Louis II de Melun l'aurait épousé secrètement en 1719. « Quatrième fille de « Mlle de Nantes », elle n'aura pas d'enfants de lui. La princesse ne se remit jamais de la mort du « duc de Melun » et ne se remaria pas. Lorsqu'elle décéda, en 1741, une rumeur courut disant qu'elle avait accouché peu avant car la princesse est morte d'une inflammation d'entrailles. Si Mlle de Clermont est bien la fille de Louise-Françoise de Bourbon, des doutes subsistent au sujet de son père et il se pourrait que ce dernier ne soit pas Louis III de Bourbon, prince de Condé. En effet, à cette époque, la Louise Françoise, duchesse de Bourbon (« Mlle de Nantes ») avait un amant en la personne de François-Louis de Bourbon-Conti et selon certains, Marie-Anne pourrait être le fruit des amours de sa mère et du prince de Conti. »

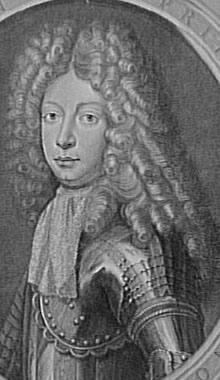
Louis Ier de Melun (1673†1704), prince d'Épinoy, père de Louis II.
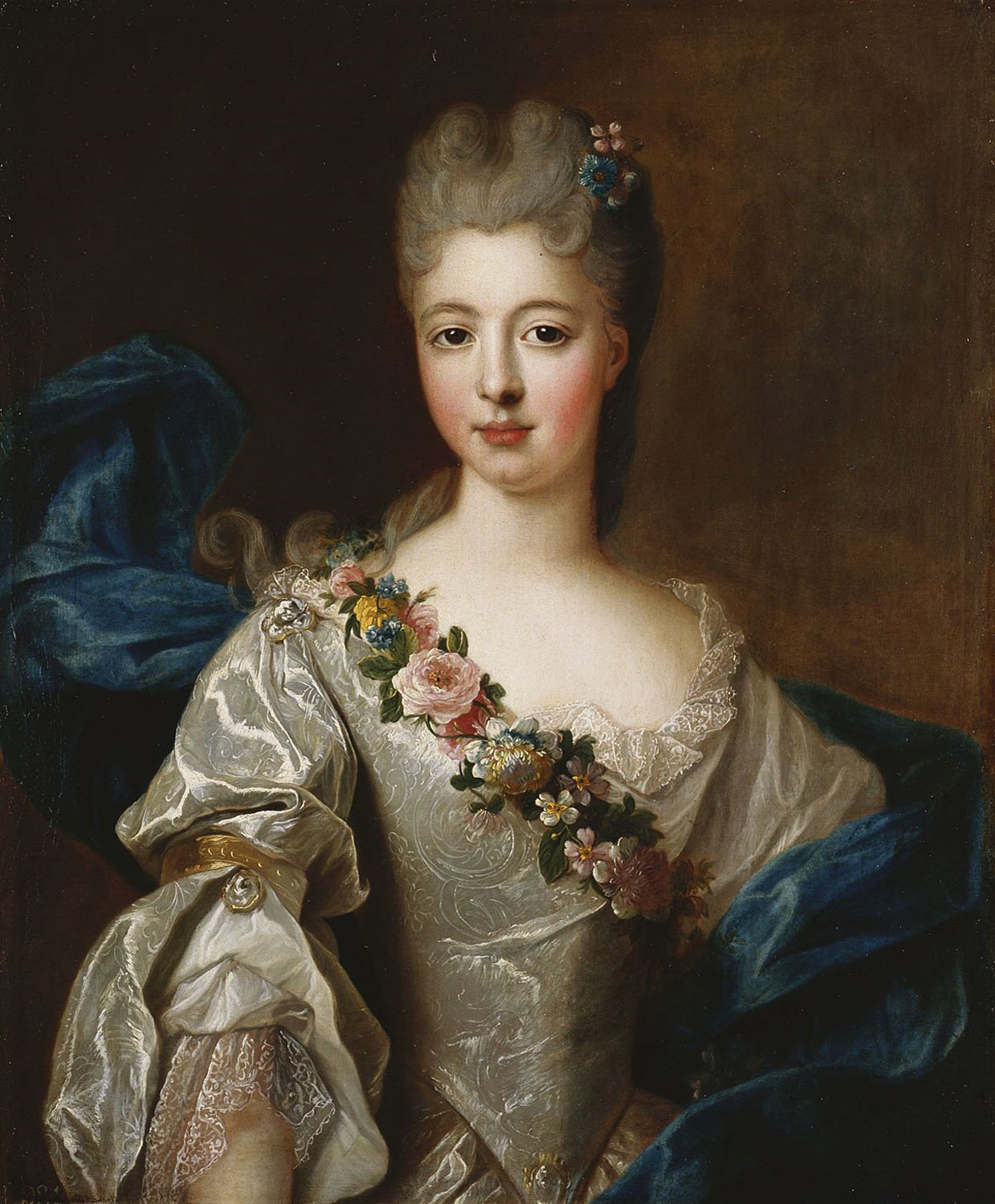
Marie Anne de Bourbon (1697-1741) par Pierre Gobert.